# Nuccio Costa
Nuccio Costa (Catania, 4 ottobre 1925 – Catania, 27 febbraio 1991) è stato un conduttore televisivo italiano attivo in Rai soprattutto negli anni sessanta e settanta.

## Biografia
La sua attività artistica comincia alla fine della seconda guerra mondiale, quando conduce oltre duecento spettacoli per le truppe alleate in Italia insieme a Mario Giusti, poi direttore artistico del Teatro Stabile di Catania. In seguito realizza show radiofonici per la RAI insieme a Turi Ferro.
Passa poi a condurre programmi in televisione; tra gli altri ha presentato il Festival di Sanremo 1969 assieme a Gabriella Farinon e il Festival di Sanremo 1970 assieme a Enrico Maria Salerno e Ira Fürstenberg. Ha presentato anche alcune edizioni del Cantagiro (1966-68) e il CantaEuropa (1966-67).
Nel corso degli anni '70 dirada le sue apparizioni sulla tv nazionale, circoscrivendo l'attività alla sua terra d'origine. Nel 1977 crea il concorso di bellezza "La donna del Mediterraneo", spettacolo itinerante presso diverse località turistiche siciliane.